# Benabarre
Pour l’article ayant un titre homophone, voir Bénabar.
Benabarre est une commune espagnole appartenant à la province de Huesca (Aragon, Espagne) dans la comarque de la Ribagorce.